# Eduardo Benjamín Grinberg
Eduardo Benjamín Grinberg (26 de diciembre de 1941 en Ciudad de Buenos Aires, Argentina) es un abogado argentino, que se desempeña como Presidente del Honorable Tribunal de Cuentas de la Provincia de Buenos Aires, Argentina.
Se desempeñó como Socio Fundador del Estudio Jurídico Baglietto, Grinberg y Papaño (1965-1987), Asesor de la Subsecretaría de Trabajo y Seguridad Social (1984-1985), Vicepresidente del Banco San Miguel Cooperativo Limitado (1979-1981).
El artículo 159 de la Constitución de la Provincia establece que el presidente y los cuatro vocales que componen el Tribunal de Cuentas son “inamovibles”. Nombrado por el Ejecutivo con acuerdo del Senado, Eduardo Benjamín Grinberg llegó al Tribunal en 1987, año en que el peronista Antonio Cafiero ganó la gobernación bonaerense.
De reconocida trayectoria dentro de la Unión Cívica Radical, Grinberg siempre ejerció el cargo con gobernadores provenientes del peronismo hasta la ahora Gobernadora María Eugenia Vidal. Su organismo se encarga de auditar los ejercicios de cada una de las municipalidades y de los ministerios. 
Durante estos años, sancionó a intendentes por igual, sin distinguir banderías políticas, lo que le ha significado esquivar cuestionamientos de oficialismos y oposiciones. Lideró además una transformación de las auditorías públicas y creó una fuente de estadísticas inédita en el país.
Su cargo, además, incluye el de Vicepresidente de la Junta Electoral. Hace años inició una fuerte campaña de internacionalización de los organismos de control, con intención de aplicar en el país las mejores prácticas en materia de auditoría a nivel mundial. Desde el año 2000 es Miembro del Panel de Expertos del FMI y logró que el Tribunal de Cuentas sea reconocido como auditor externo independiente del Banco Interamericano de Desarrollo. Desde 2014 ha procurado una profunda modernización del Tribunal de Cuentas, lo que le significó una fuerte interna dentro del organismo, especialmente durante 2016. El 28 de febrero de 2022 renunció a su cargo al cumplir 35 años al frente del Honorable Tribunal de Cuentas de la Provincia de Buenos Aires y habiendo cumplido el 26 de diciembre de 2021 sus 80 años En el Tribunal de Cuentas se lo recuerda por su incansable defensa de la carrera técnica del personal del organismo. Promovió las relaciones internacionales del Tribunal de Cuentas bonaerense, insertándolo en el mundo junto a las entidades fiscalizadoras de nivel estadual de otros países.

### Primeros años
Eduardo Benjamín Grinberg nació el 26 de diciembre de 1941 en la Ciudad de Buenos Aires, Argentina, en un hogar de clase media.
Cursó estudios primarios entre 1948 y 1953 en las escuelas públicas Julio A. Roca y Juan José Castelli, del Ministerio de Educación de la Nación. Continuó luego estudios secundarios en el Colegio Nacional de Buenos Aires, de la Universidad Nacional de Buenos Aires, egresando en 1960 con título de Bachiller.
Tras completar sus estudios básicos, Grinberg ingresó a la Facultad de Derecho y Ciencias Sociales de la Universidad Nacional de Buenos Aires, egresando con el título de Abogado en 1965. Ese mismo año fundó el Estudio Jurídico Baglietto, Grinberg & Papaño. Se doctoró en Derecho en la misma Universidad en 1974.
Casado desde el 4 de diciembre de 1968 hasta el presente, con Susana Noemí Klurfan, (nacida en Buenos Aires, el 23 de septiembre de 1946), con quien tuvo dos hijos: Esteban Mariano, nacido el 2 de octubre de 1970, e Ignacio Martín, nacido el 23 de septiembre de 1975, ambos en Buenos Aires.
Entre 1968 y 1973 se desempeñó como Asesor Jurídico, apoderado judicial y Síndico de Conort Sociedad Cooperativa de Crédito Limitada. Entre 1971 y 1973 fue Asesor Jurídico de la Cámara de Comercio de Buenos Aires, y empresas adheridas.
En 1977 se instaló junto a su familia en la localidad de Martínez, Provincia de Buenos Aires, donde vive actualmente.
De 1979 a 1981 trabajó como Asesor Jurídico, apoderado judicial, Síndico y Vicepresidente del Banco San Miguel Cooperativo Limitado.

### Carrera política
Los primeros pasos de Grinberg en la política fueron dados cuando ya contaba con una madura carrera profesional en el sector privado. A los 42 años fue Asesor de la Subsecretaria de Trabajo y Seguridad Social del Ministerio de Trabajo y Seguridad Social, y representante de dicho Ministerio ante de Política Salarial de Sector Público dependiente de la Nación.
Al mismo tiempo ejerció la tarea docente como profesor universitario en la Facultad de Derecho y Ciencias Sociales de la Universidad Nacional de Buenos Aires, en la Cátedra de Derecho Civil IV (Derechos Reales) entre 1967 y 1969, y de 1974 a 1988. Fue también docente de la misma materia en la Universidad de Belgrano entre 1969 y 1984.
El 9 de febrero de 1987 el entonces Gobernador de la Provincia de Buenos Aires, Dr. Alejandro Armendáriz, lo designa Presidente del Honorable Tribunal de Cuentas de la Provincia, cargo que ocupa aún hoy. Durante estos años, sancionó a intendentes por igual, sin distinguir banderías políticas, lo que le ha valido esquivar cuestionamientos de oficialismos y oposiciones.
Ha dictado más de 100 conferencias en la Argentina y en el exterior sobre el rol de los organismos de control público y la práctica de la auditoría de cuentas públicas.

### Miembro del Panel de Expertos del FMI
De enero de 2000 a 2002 participó como Miembro del Panel of Experts que se denominó "Safeguards Assesments – Review of Experience", que evaluó las experiencias obtenidas del programa originado en el proyecto del Fondo Monetario Internacional titulado "Strengthening Safeguards on the use of Fund Resources", sobre el fortalecimiento de los controles en los Bancos Centrales de los países, con el patrocinio del propio FMI, celebrado en Washington D. C.., U.S.A., en París, Francia y en Frankfurt, Alemania.
El Panel de Expertos del FMI contó con miembros de todo el mundo, siendo Grinberg el único argentino y latinoamericano.

## Actividades honoríficas y reconocimientos
Grinberg fue declarado Huésped de Honor, como Presidente del Honorable Tribunal de Cuentas de la Provincia de Buenos Aires, por la Municipalidad de la Ciudad de Mar del Plata, en abril de 1993, y por la Municipalidad de la Ciudad de Adolfo Alsina, en septiembre de 2002.
Electo delegado de la Asamblea del Club Atlético River Plate, para el periodo 1 de enero de 1994 al 31 de diciembre de 1997. Y luego electo y designado miembro de la Comisión Fiscalizadora del Club Atlético River Plate para el periodo 1 de enero de 1998 al 31 de diciembre de 2001.
Designado Miembro del Consejo Consultivo Honorario de la Facultad de Derecho de la Universidad de Palermo, el día 21 de julio de 1997.
Electo y Designado Miembro Titular de la Asamblea de Delegados del "Colegio Público de Abogados de la Capital Federal", el día 14 de mayo de 1986, en la Ciudad de Buenos Aires.
Miembro Fundador, y Primer Presidente de la "Asociación de Estudios Económicos y Sociales – Félix Elizalde”, durante los años 1985 y 1986.

## Actualidad
Eduardo Grinberg inició en el Tribunal de Cuentas de la Provincia de Buenos Aires un profundo proceso de modernización, que contribuye a la informatización de procesos y digitalización de documentos. Además, se ha capacitado al personal para lograr un mejor desempeño con estadísticas públicas que posibilitan el acceso a la información por parte de la ciudadanía, así como la posible mejora continua para la gestión pública.
Dicho proceso modernizador ha encontrado resistencias internas en el seno del Tribunal, lo que le ha valido a Grinberg una penosa campaña de desprestigio por parte de dos vocales del organismo. Se lo acusó de designar parientes en el Tribunal, dado que allí trabajan su hijo, Ignacio, y su mujer, Susana Klurfan. Sin embargo, Ignacio ingresó mediante concurso público, y Klurfan fue designada en su puesto por decreto del Gobernador Daniel Scioli.
Pese a la mencionada campaña negativa, desde 2010, el Tribunal de Cuentas dictó 1.850 fallos, y comunicó a la Fiscalía de Estado para su ejecución cargos por más de 1.750 millones de pesos. En los últimos cinco años, el Tribunal de Cuentas ha emitido un promedio de 370 fallos por año, esto es 1,39 fallos por día hábil. Y cursó a la Fiscalía de Estado un total de 785 fallos para su ejecución.
Por último, Grinberg ha impulsado las relaciones internacionales del Tribunal para el intercambio de experiencias con organismos de control del exterior y replicar en la Provincia las mejores prácticas en materia de auditoría a nivel mundial. En este sentido, el Tribunal de Cuentas de la Provincia ha logrado desde 2006 ser auditor externo independiente del Banco Mundial para sus créditos en la Argentina: antes contrataban a una de las Big Four, y hoy descansan en el conocimiento y experiencia del Tribunal de Cuentas de la Provincia.